# イトーヨーカドー古淵店
イトーヨーカドー古淵店（イトーヨーカドーこぶちてん）は、神奈川県相模原市南区古淵に位置し、株式会社イトーヨーカ堂が運営するショッピングセンター。建物の正式名称は王子ショッピングセンター（おうじショッピングセンター）。

## 概要

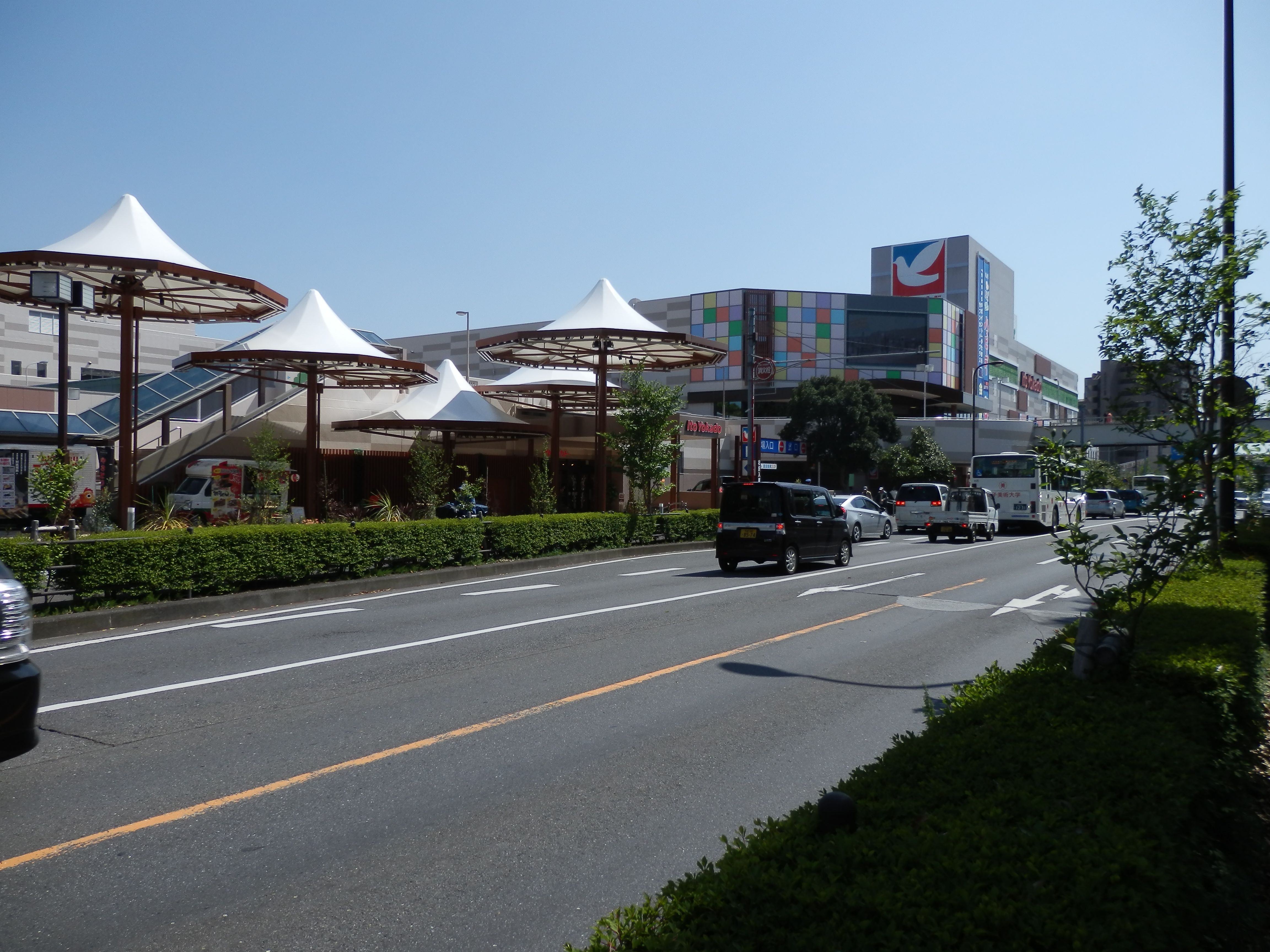
古淵駅側から見た当店

1993年8月11日に、国道16号古淵駅入口交差点そば（王子製紙相模原グラウンド跡地）に開業した。隣接するイオン相模原ショッピングセンターも同時開業し、これに伴い国道16号上り線（横浜方面）には物販店やサービス店が立ち並ぶようになった。
店舗はエンクローズドモール形式で、SRC造・S造の地下1階・地上3階建である。店舗面積は17,500m2で、相模原市南区では5番目の規模である。
2015年（平成27年）のリニューアル時に、2階フォレストパーク口付近に大型ビジョンが設置された。イトーヨーカドーのCM・店舗情報・地域情報などの映像が一部は音声付きで流れるもので、店内やフードコートなどにも同様の映像が流れるモニターが設置された。イトーヨーカドーとしては初めてとなる。
古淵駅入口交差点を挟んで、西隣にはイオン相模原ショッピングセンター（当店と同日に開店）が立地し、大手GMSが国道16号沿いに並んで競合する状態となっている。同店とは「古淵なつつばき通り」上に架けられた歩道橋で結ばれており、車道を渡らずに施設間を行き来することができる。

## 沿革
- 1993年（平成5年）8月11日 - 開業。
- 2014年（平成26年）11月28日 - 食品売場「フードマルシェ」が新装開店。大起水産がオープン（現在は閉店）。
- 2015年（平成27年）4月24日 - リニューアルオープン[4]。一部店舗は4月24日以前に先行オープンしていた。

## テナント
直営GMSのほか、ロフト、無印良品、アカチャンホンポなど、服飾雑貨、生活雑貨、サービス、飲食店と合わせて36のテナントが入居する。
2015年のリニューアル時に、新たに専門店21店舗が導入され、大部分が直営売り場だったフロア構成が大きく変更された。相模原市内ではアリオ橋本に次ぐ規模となった。
| 階  | フロア概要                     |
| --- | ------------------------------ |
| 3階 | 子供と暮らしのフロア           |
| 2階 | ファッションと生活雑貨のフロア |
| 1階 | 食品とフードコートのフロア     |

## ギャラリー

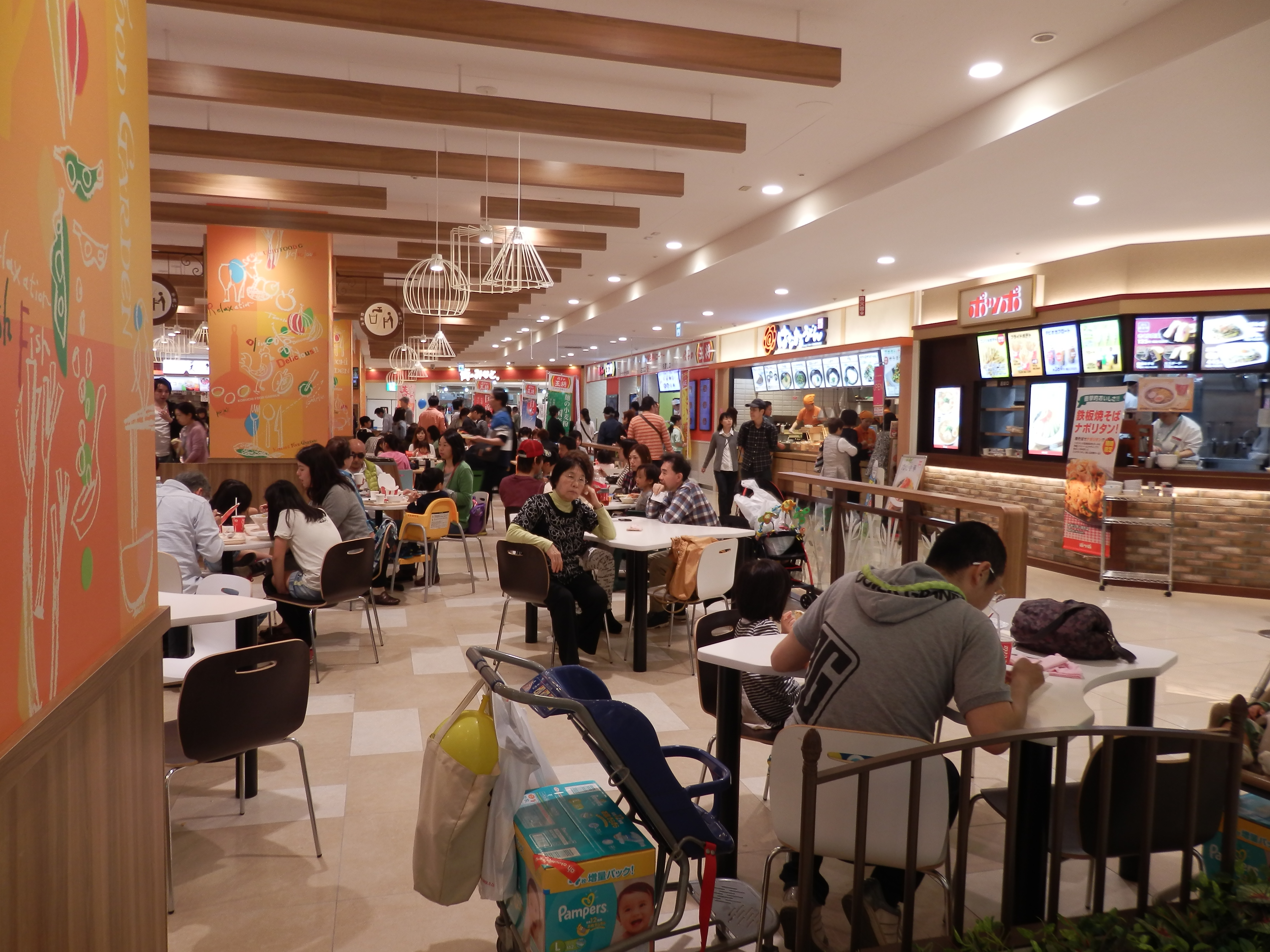
フードコート（Kobuchi Food Garden)
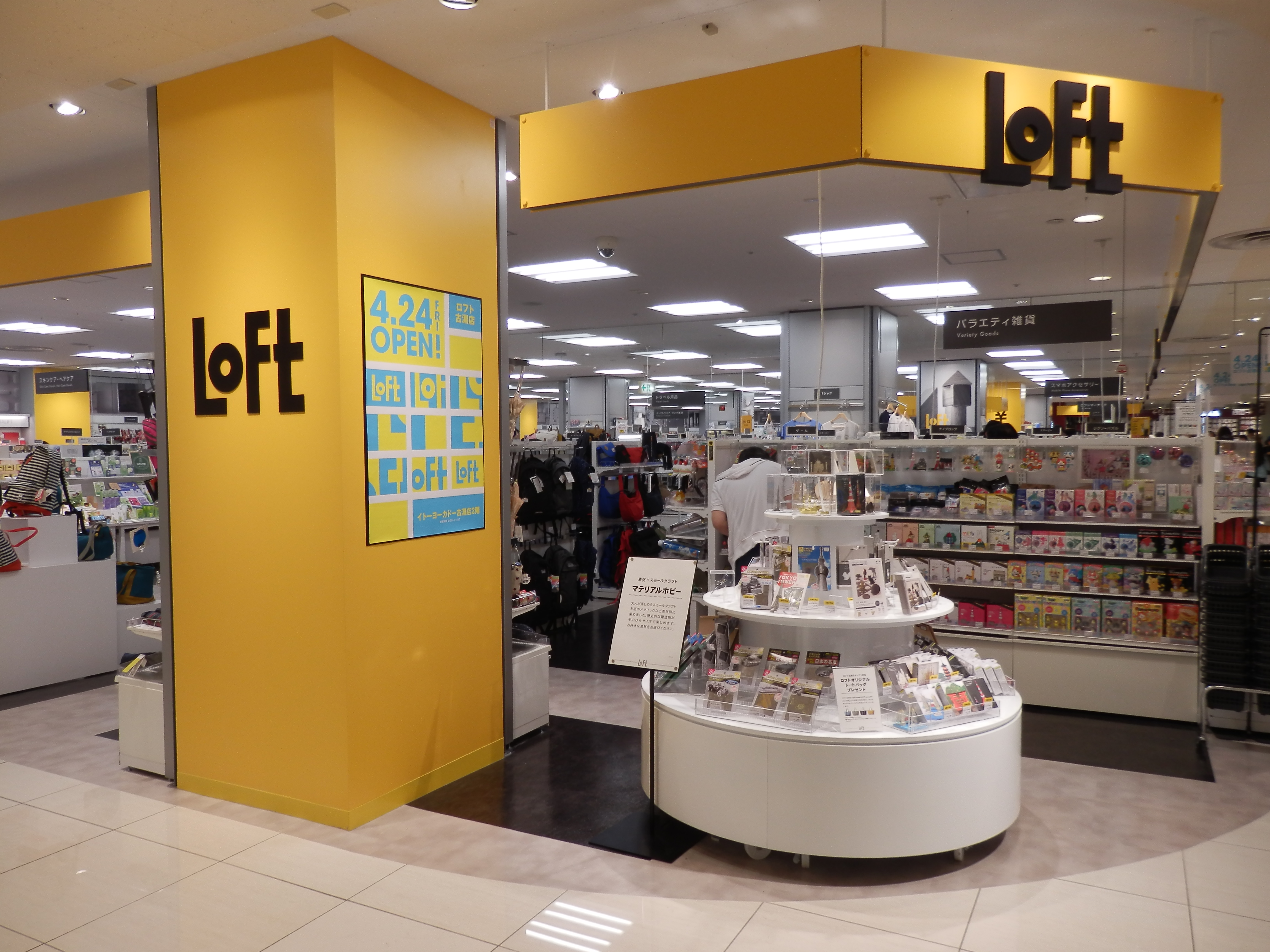
LOFT古淵店
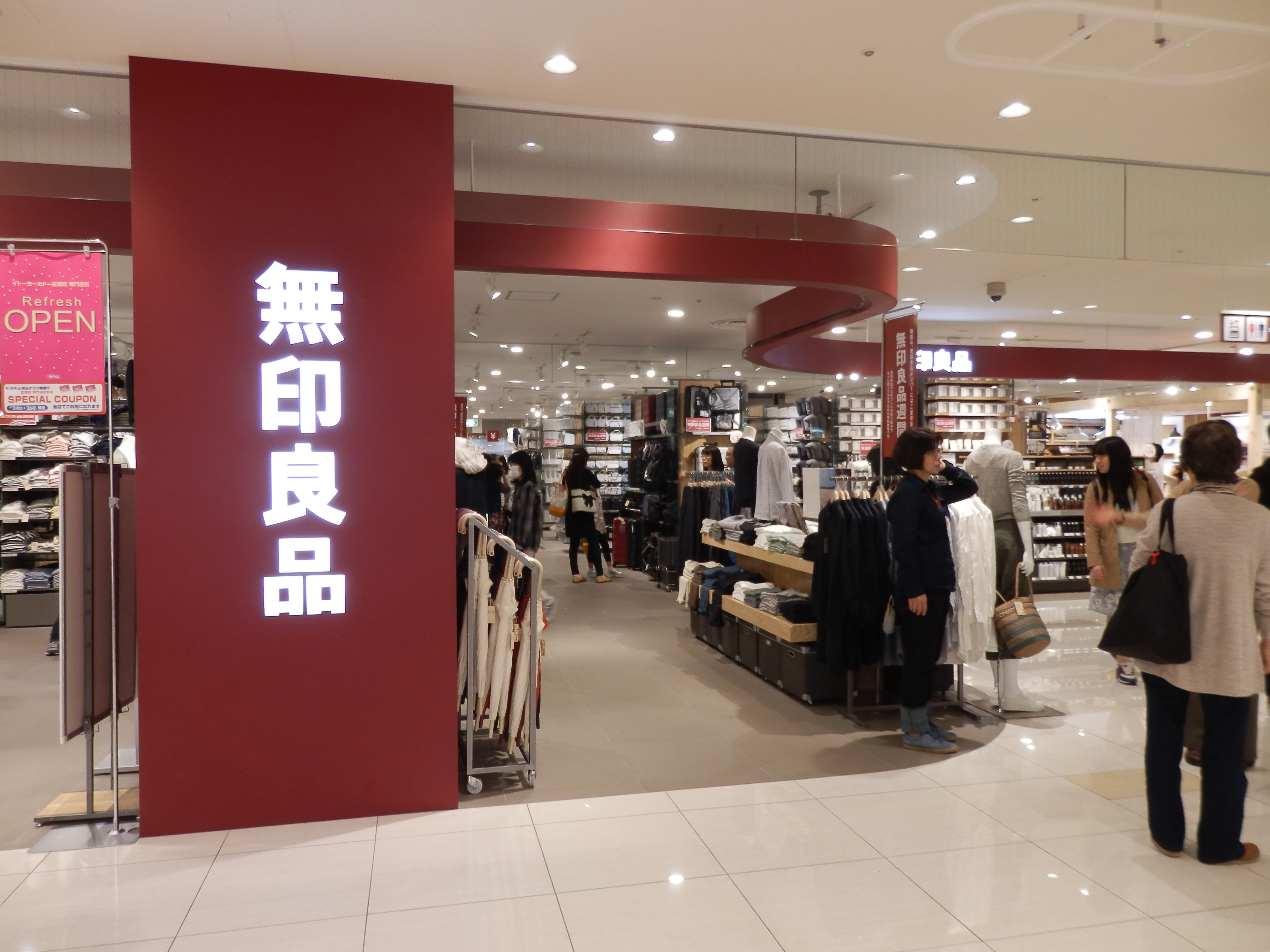
無印良品 イトーヨーカドー古淵店
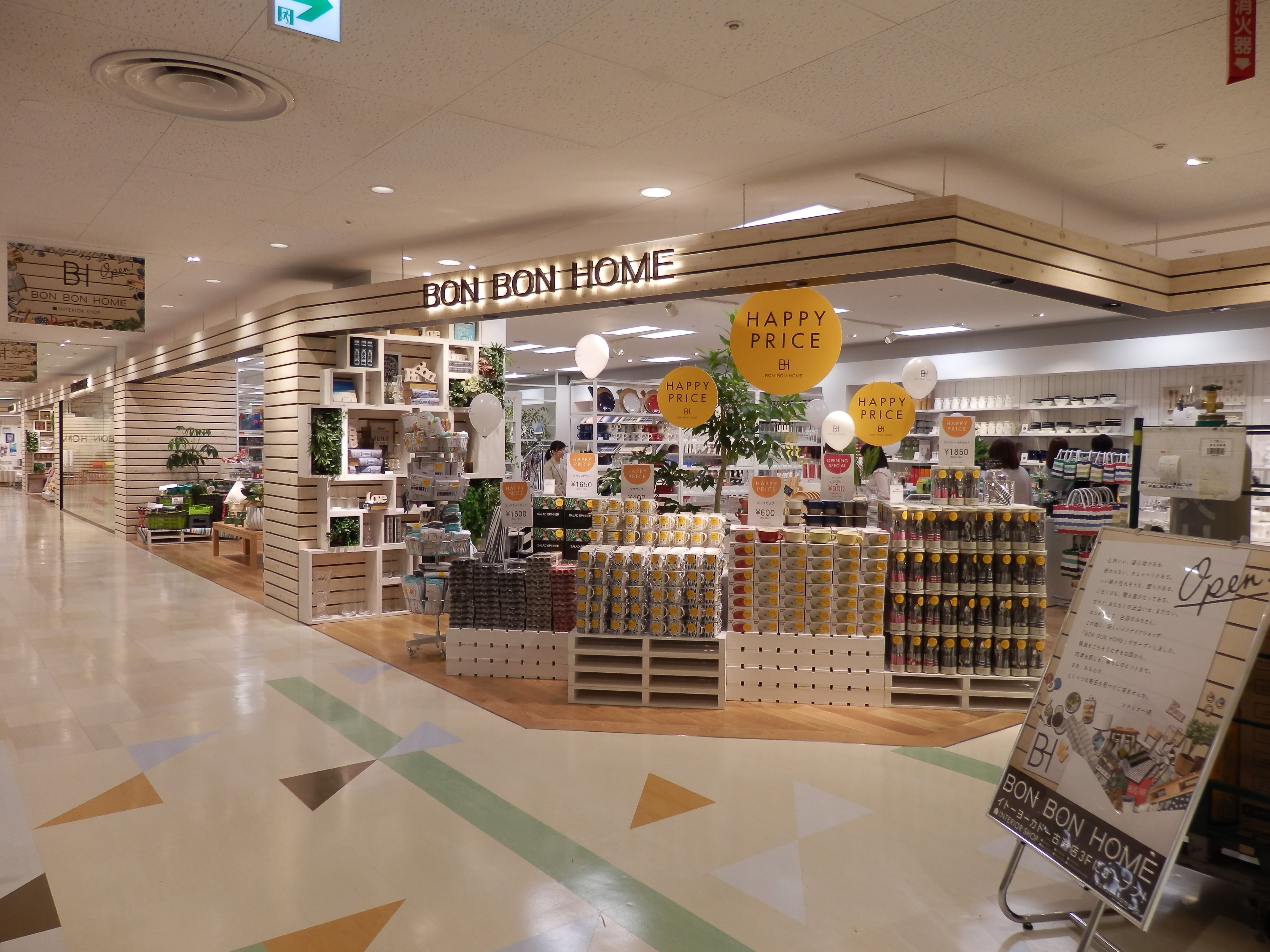
BON BON HOME古淵店（現在は閉店）
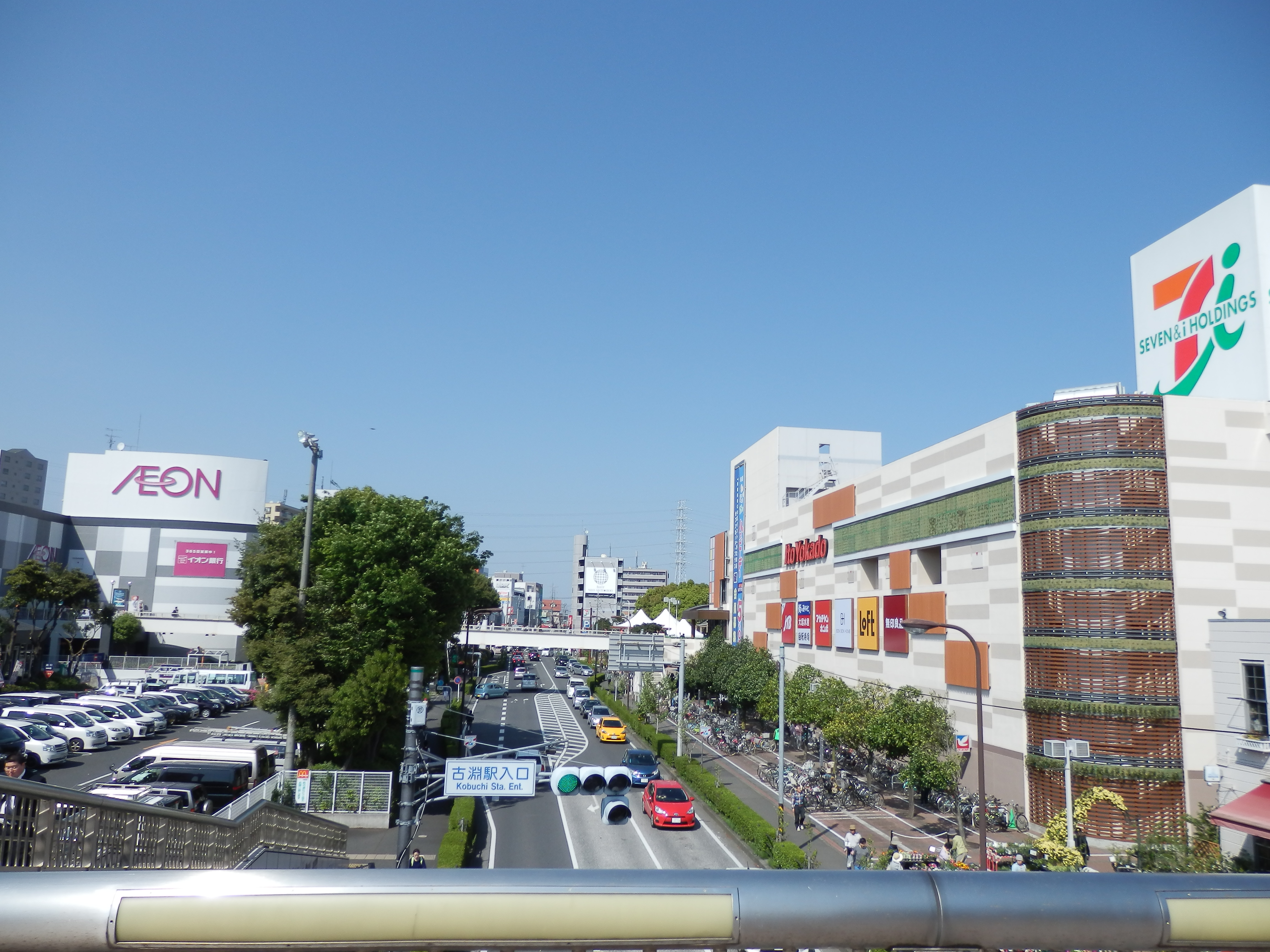
当店とイオン相模原SC
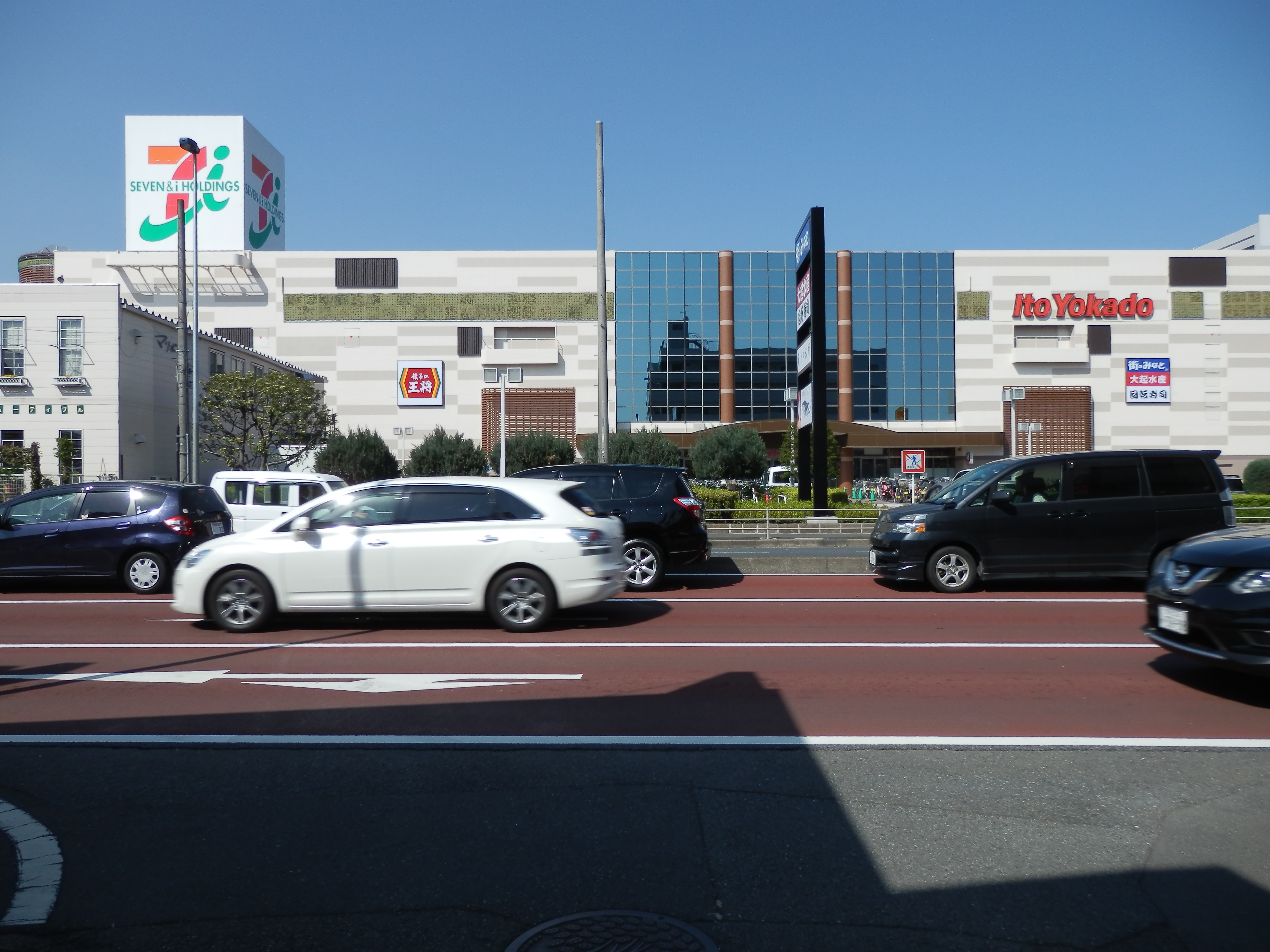
国道16号側から見た当店